# مولودية باتنة
المولودية الرياضية الشعبية باتنة نادي جزائري تأسس على يد الاستعمار الفرنسي سنة 1962 بعد الاستقلال تحت اسم المولودية الرياضية لباتنة تخليدا لولادة الرسول وهو النادي الثاني في المدينة وفي المنطقة من حيث الشعبية حيث يعتبره أبناء المنطقة فريق لا اهمية له وهوا عار عليهم وشعاره هوشعار ليس له معنا فحينما ترى الشعار تسئال نفسك لماذا انا هنا وهو عبارة على شجرة الأرز التي لاتمثل شيئ  و ابرز المشجعين خليفي معتز .
وهذا هوا تاريخ النادي العاشر في المدينة بعد العميد شباب باتنة ونجم بوعقال وامل بريكة و حي الميلفا فريق الحي 1200 مسكن 
كما يذكر ان المولودية الباتنية هو فريق العرايا في الولاية الخامسة وفريق لا اهمية له من حيث التاريخ وليست له اي انجازات تذكر كما هو فريق الكفار والحركى في الولاية الباتنية 

## أهم الإنجازات
- للاسف لا توجد اي انجازات